# Aramatelqo
Aramatelqo vagy Amtalqa a Kusita Királyság egyik uralkodója volt. Meroéból kormányzott. Dunham, Macadam és Török László közlése szerint az Uadzskaré trónnevet használta.

## Családja
Aramatelqo apja Aszpelta király volt, anyja Henuttahebit királyné. Feleségei:
- Atamataka: piramisa Nuriban található (Nu. 55). Egy szívszkarabeusza előkerült a Nu. 57 sírból.
- Pianhher: sírja Nuriban található (Nu. 57).
- Akhe(qa?): Aszpelta (és talán Henuttahebit) lánya. Sírja Nuriban található (Nu. 38).
- Amanitakaye: Aszpelta lánya, Aramatelqo utódjának, Malonaqennek az anyja. Sírja Nuriban található (Nu. 26). Usébtije és más temetkezési kellékei fennmaradtak.
- Maletaszen egy usébtiről ismert. Sírja Nuriban található (Nu. 39).

## Említései
Aramatelqo főleg piramisából, a Nuriban található Nu. 9 sírból ismert, mely az i. e. 6. század végén, az 5. század elején épült. Egy nevét említő áldozati tárgy Meroéból is előkerült. Piramisából előkerült egy nevét viselő arany nyaklánc, ami magáé a királyé vagy egy udvaroncáé lehetett.

## Fordítás
- Ez a szócikk részben vagy egészben  az   Aramatle-qo című angol Wikipédia-szócikk ezen változatának fordításán alapul.  Az eredeti cikk szerkesztőit annak laptörténete sorolja fel. Ez a jelzés csupán a megfogalmazás eredetét és a szerzői jogokat jelzi, nem szolgál a cikkben szereplő információk forrásmegjelöléseként.

## Külső hivatkozások
- Aramatle-qo